# Encuentro entre Giuseppe Garibaldi y Víctor Manuel II

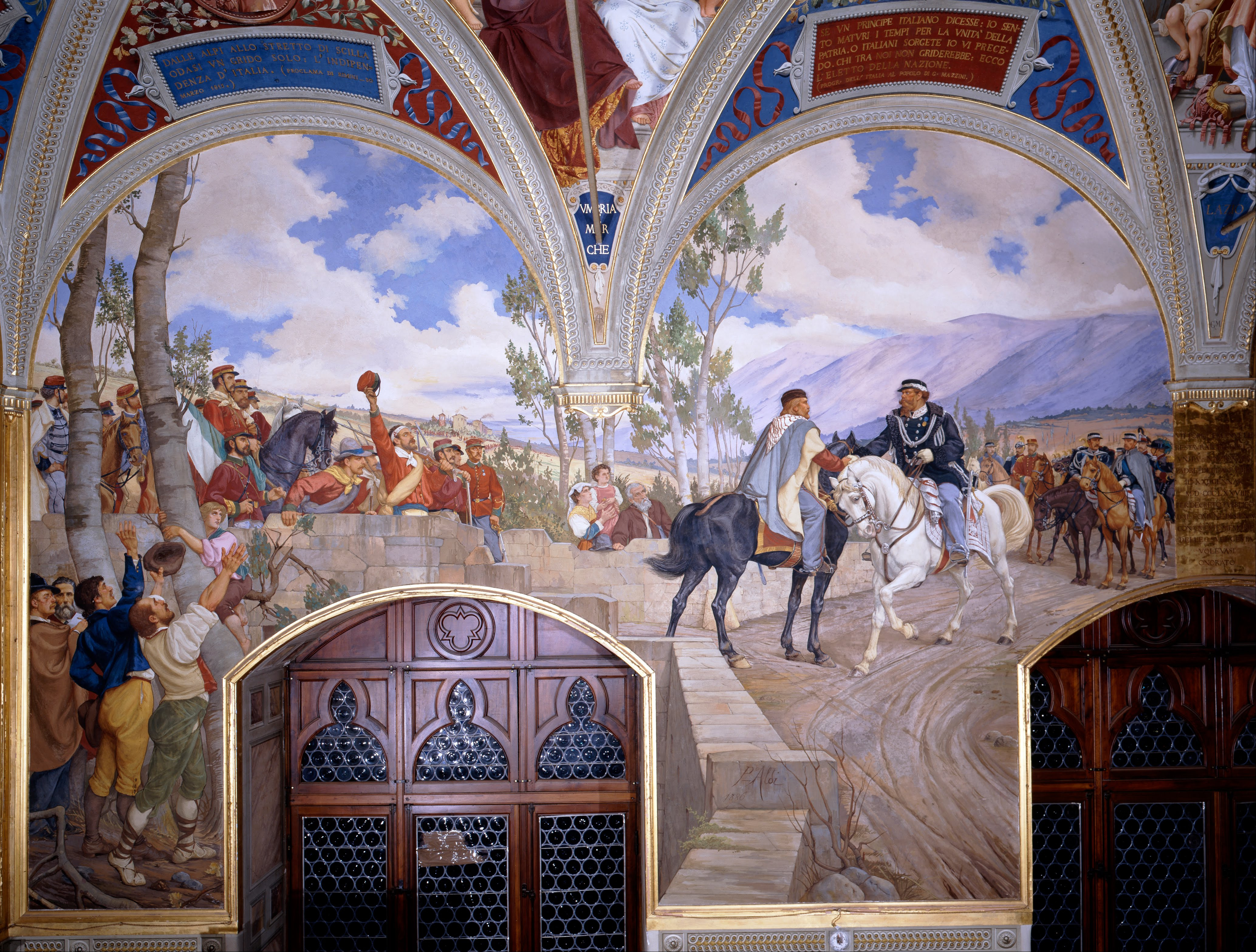
Pietro Aldi La encuentro entre Giuseppe Garibaldi y Victor Manuel II. Fresco del 1886 en la sala del Palacio Público de Siena

El encuentro entre Giuseppe Garibaldi y Víctor Manuel II, o encuentro de Teano, tuvo lugar el 26 de octubre de 1860 y es el episodio de la historia del Resurgimiento (Risorgimento en italiano) con el cual se concluyó la Expedición de los Mil.

## El contexto histórico
El rey de Cerdeña Víctor Manuel II había ocupado los territorios pontificios en las Marcas y en la Umbria y había ido al encuentro de Giuseppe Garibaldi, que había rechazado la tentativa de contraofensiva del ejército borbónico en la batalla del Volturno y había completado la conquista del Reino de las Dos Sicilias, con el objetivo de impedir que la expedición continuase hasta la conquista de Roma, lo que habría provocado la intervención de Napoleón III y puesto en peligro las conquistas efectuadas. 

## Resultados
Garibaldi obtuvo que los voluntarios garibaldinos entraran, después de una selección, en el ejército regular sardo, con igual grado que el detentado en la expedición y se retiró a Caprera. El encuentro tuvo el significado de una adhesión del general a la política de la Casa de Saboya, desilusionando las expectativas de aquellos que auguraban la fundación de una república meridional de molde mazziniano, que habría debido a continuación extenderse también a los dominios papales, conquistando Roma.

## La disputa sobre el lugar
El lugar del encuentro ha sido reconocido tradicionalmente en Teano, cerca del puente de Caianello, actual puente San Nicolás, en la fracción de Borgonuovo, y el episodio es conocido con el nombre de "Encuentro de Teano"
La precisa localidad en la cual tuvo lugar el encuentro, habiendo sucedido en el campo, es todavía argumento en discusión. El puente de Caianello (o de San Nicolás) dista menos de 200 metros del límite de la cercana Comuna de Caianello (constituido de núcleos habitados dispersos y por lo tanto considerado en la época del episodio histórico decisivamente menos importante que Teano), cuyo territorio se interpone entre aquel de Teano y el de Vairano Patenora, que reivindica la pertenencia al lugar dónde sucedió el encuentro: según otros documentos, de hecho, el punto exacto de este sería identificado desde el cruce de la Taberna de la Cadena, hasta la zona de la actual Vairano Scalo, fracción de la Comuna de Vairano Patenora.

## Voces vinculadas
- Giuseppe Garibaldi
- Resurgimiento
- Expedición de los Mil

- Datos: Q3797758
- Multimedia: Meeting of Teano / Q3797758